# 滋賀県立大津清陵高等学校
滋賀県立大津清陵高等学校（しがけんりつ おおつせいりょうこうとうがっこう）は、滋賀県大津市にある県立高等学校。通称「せいりょう」。

## 概要
1992年に県内初の単位制高等学校として開校。定時制（昼間部・夜間部）・通信制（通信部）課程で普通科を設置。
校名である清陵の「清」は瀬田川の清流、「陵」は校舎の近くにある大平山を表している。

## 沿革
前身の1つである滋賀県立湖南高等学校は1968年（昭和43年）に現在地の大津市大平の石山団地に開校する。
滋賀県立湖南高等学校・滋賀県立大津中央高等学校、滋賀県立膳所高等学校通信制を統合する形で開校する。
- 1992年（平成4年）4月1日 - 開校。
- 1993年（平成5年）3月30日 - 通信棟が完成。

## 校歌
- 細川雄太郎作詞／嵐野英彦作曲

## 所在地
- 本校（昼間部・通信部）
  - 滋賀県大津市大平1-14-1
- 馬場分校（夜間部）
  - 滋賀県大津市馬場1-1-1（大津高校に併設）

## アクセス
- 本校
  - 京阪バス「石山団地」停留所
- 馬場分校
  - JR琵琶湖線 膳所駅
  - 京阪石山坂本線 京阪膳所駅

## 主な出身者
- 馬渕智史 - 元競輪選手、DOBERMAN INCの元メンバー
- 小宮志織 - 女子プロ野球選手